# Humboldtgasse
Die Humboldtgasse liegt seit 1874 im 10. Wiener Gemeindebezirk, Favoriten (zuvor 4. Bezirk). Sie ist nach dem deutschen Naturforscher Alexander von Humboldt benannt (Benennungsdatum vor 1874 nicht bekannt).

## Lage und Charakteristik
Die Humboldtgasse liegt im nördlichen Bezirksteil, im historischen Favoriten, dem ältesten Teil des ehemaligen Arbeiterbezirks, zwischen der parallelen Favoritenstraße im Westen und dem in den 2010er Jahren entstandenen Sonnwendviertel auf dem Gelände des ehemaligen Frachtenbahnhofs des Südbahnhofs bzw. beim neuen Wiener Hauptbahnhof im Osten.
Sie zweigt gegenüber der Einmündung der Gertrude-Fröhlich-Sandner-Straße von der Sonnwendgasse nach Süden ab. An der Abzweigung befindet sich das Umspannwerk Favoriten, ein architektonisch bemerkenswerter Industriebau der Zwischenkriegszeit. Das südliche Ende der Gasse befindet sich bei ihrer Einmündung in die Gudrunstraße. Kurz vor ihrem Ende berührt sie die Parkanlage am Humboldtplatz, die bis zur östlich parallelen Scheugasse reicht. Ansonsten ist die Humboldtgasse mit Wohnhäusern aus der Zeit vom Ende des 19. Jahrhunderts bis zur Gegenwart dicht verbaut. Die Gasse wird als Einbahnstraße nach Süden geführt, es verkehren keine öffentlichen Verkehrsmittel auf ihr.

## Bauten

### Nr. 1–5: Umspannwerk Favoriten
Das Umspannwerk Favoriten ist einer der bemerkenswertesten Industriebauten des Bezirks. Es wurde in den Jahren 1929 bis 1931 von Eugen Kastner und Fritz Waage erbaut. Die für Wien ungewöhnliche Formgebung geht möglicherweise auf sowjetische Vorbilder zurück. Charakteristisch ist der Wechsel von rechtwinkeligen und runden Baukörpern auf dem spitz zulaufenden dreieckigen Grundstück zwischen Sonnwendgasse und Humboldtgasse, der dem Bauwerk monumentale Wirkung verleiht. Außerdem wird die Horizontale durch Fensterbänder und Profile betont und verstärkt. Das Umspannwerk Favoriten wird vom stadteigenen Konzern Wien Energie betrieben. (Auf der ersten Abbildung: links die Sonnwendgasse, rechts die Humboldtgasse.)

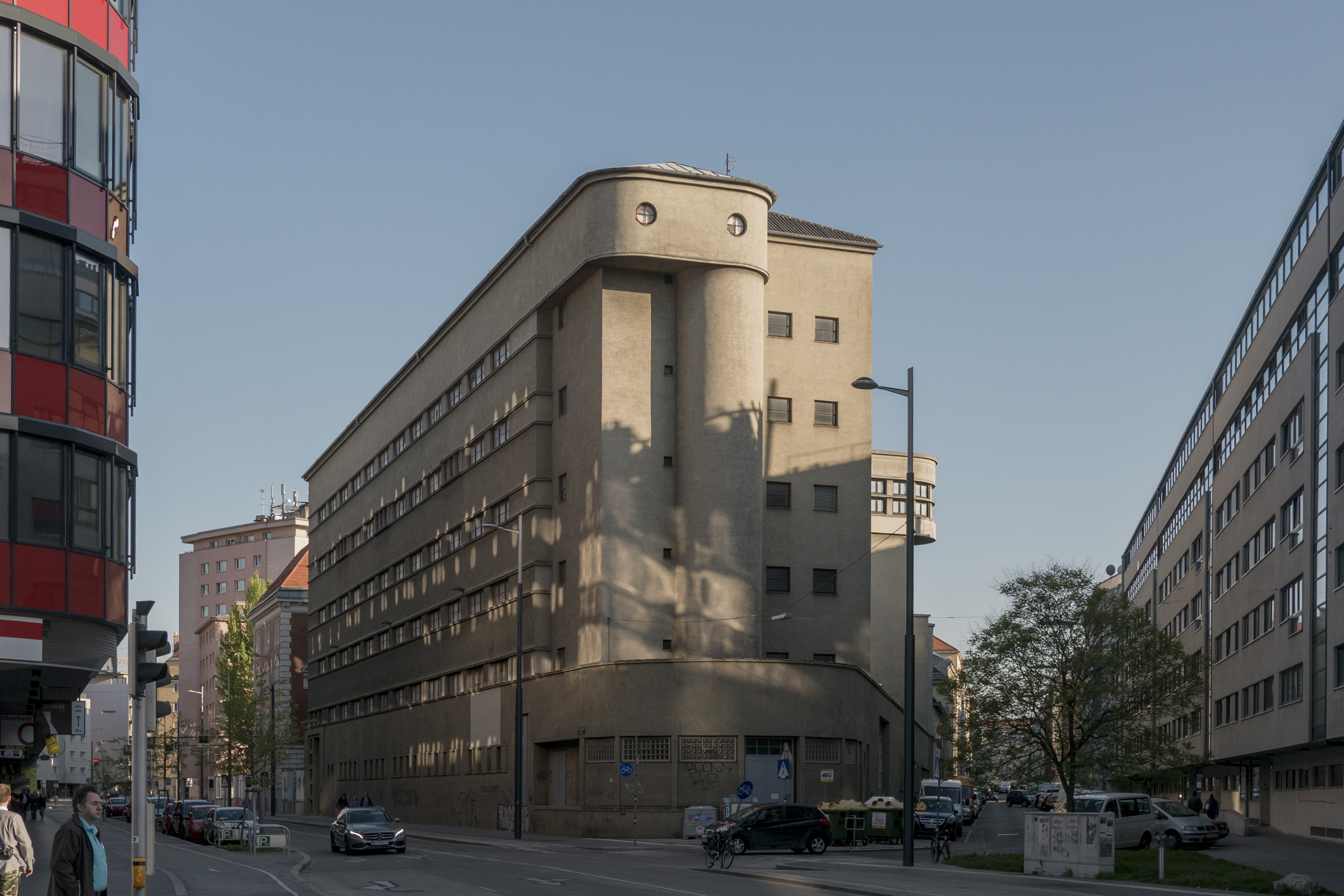
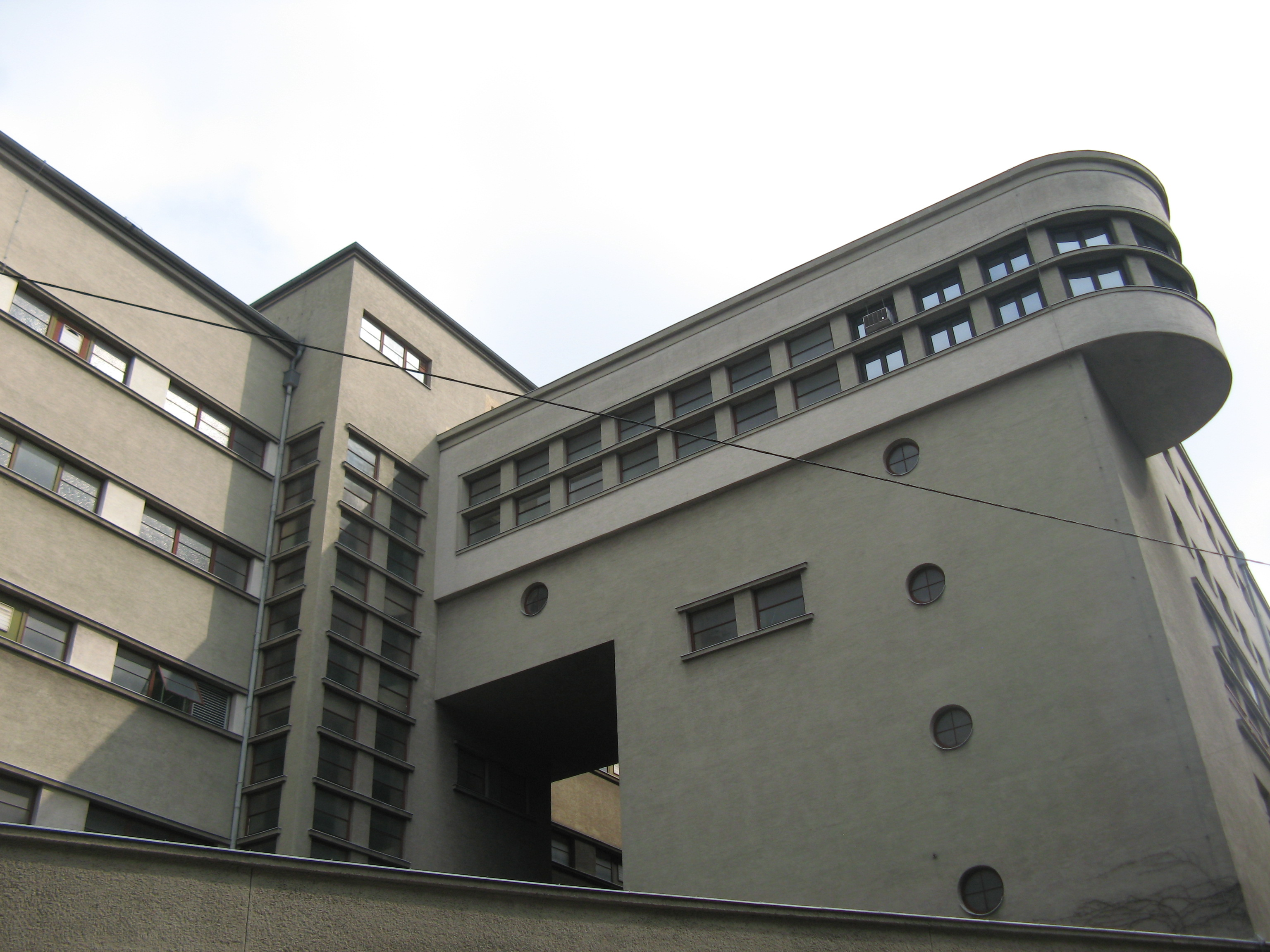
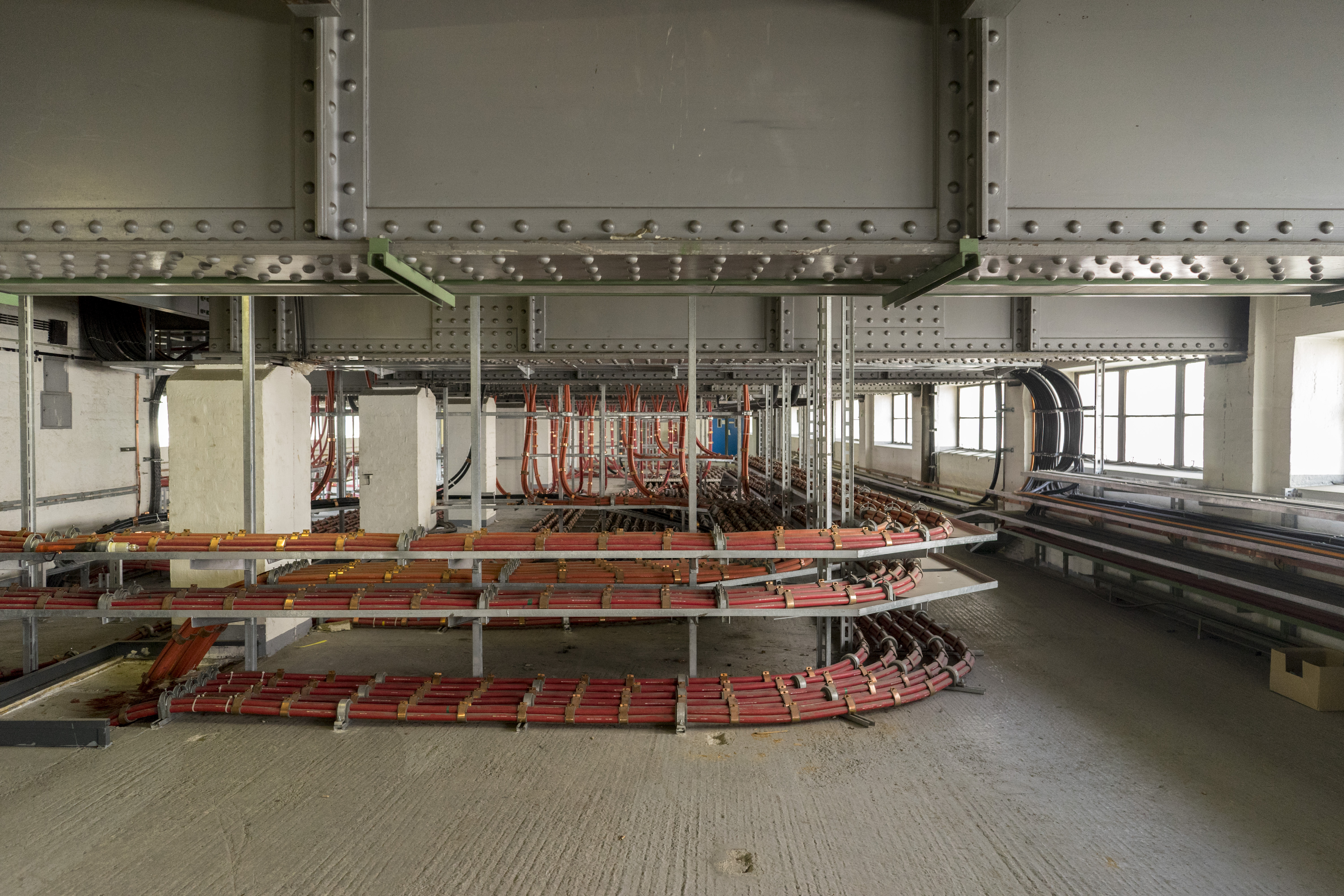
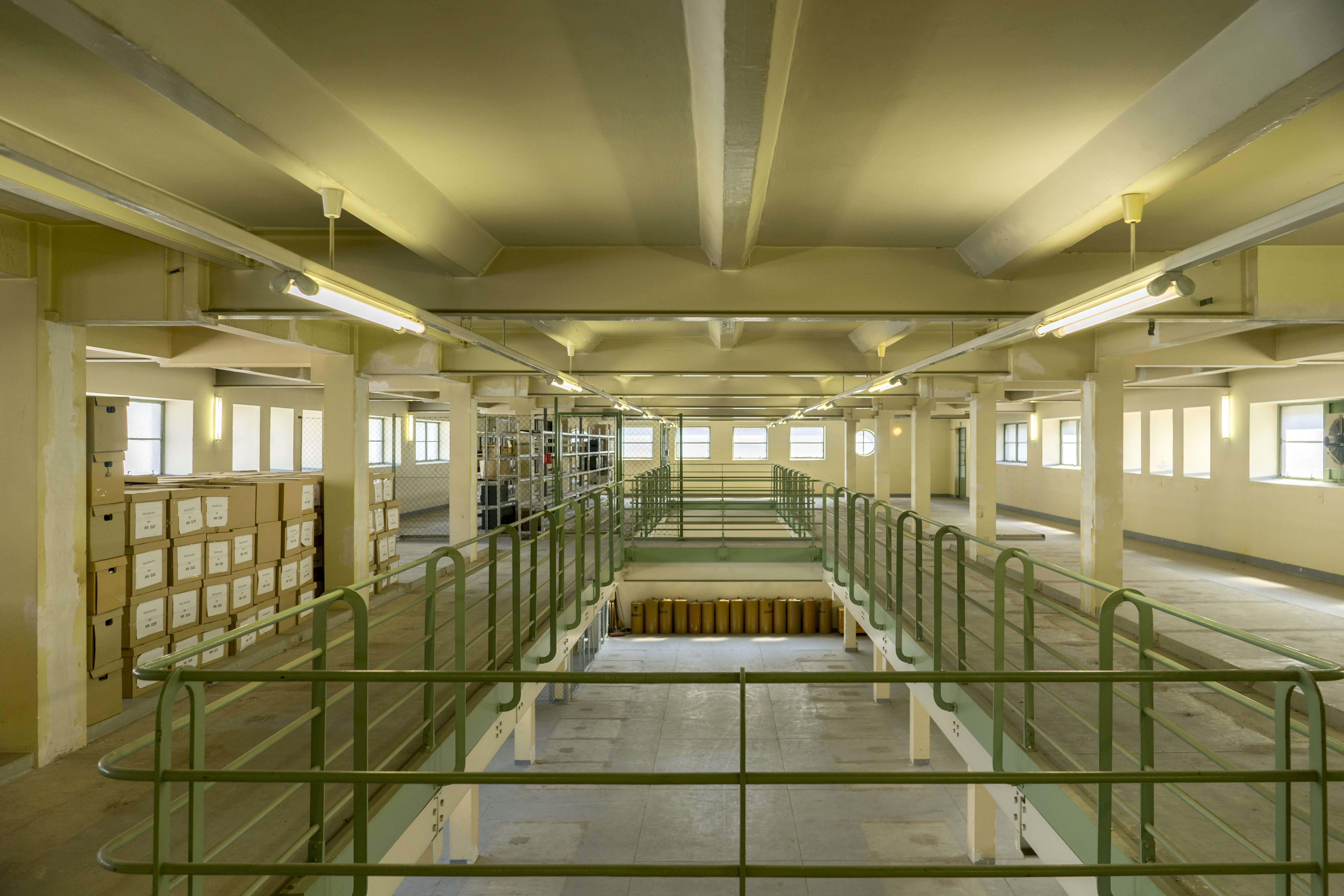
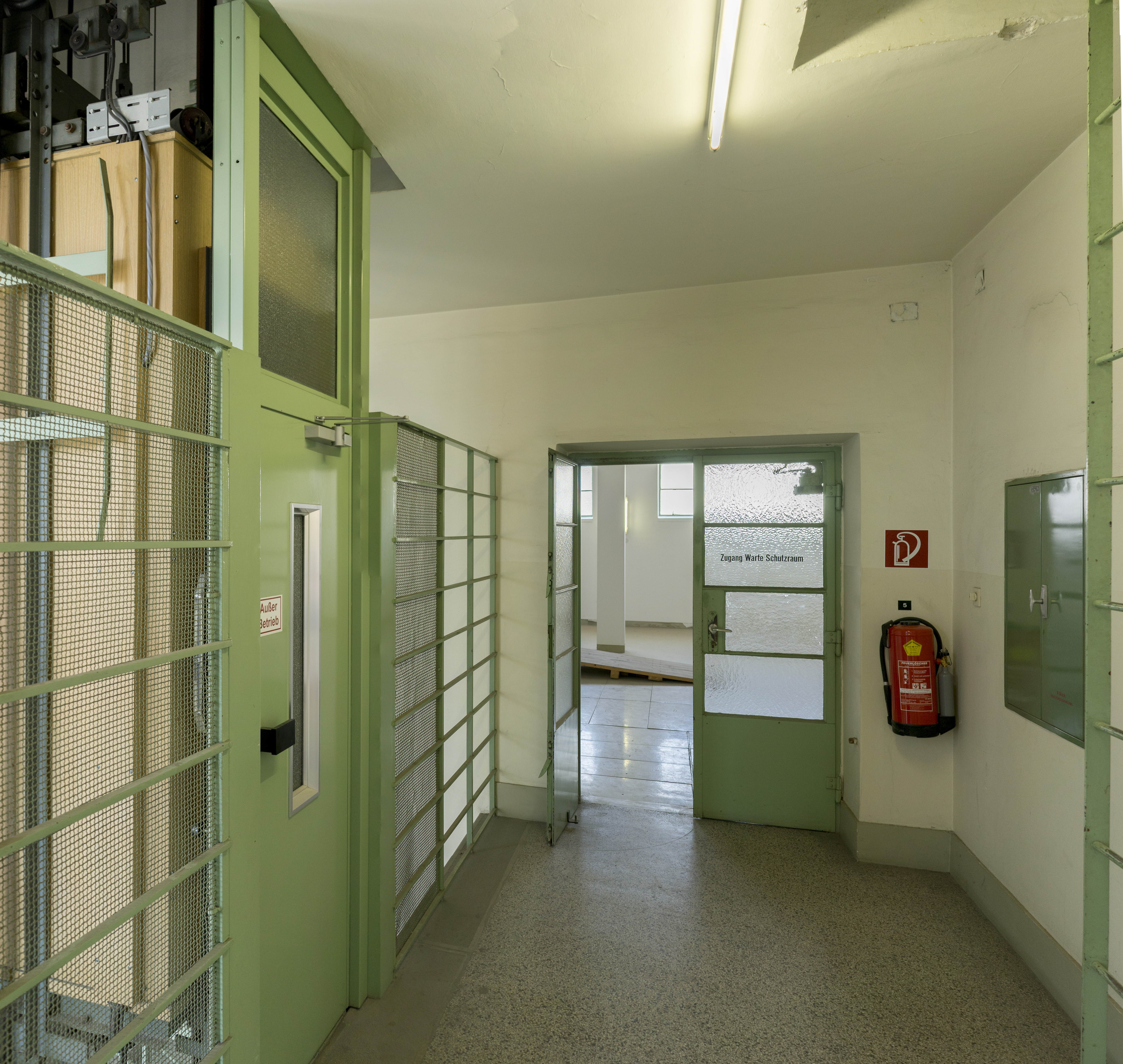

### Nr. 13: Gebrüder Humboldt
Auf dem Wohnhaus befindet sich ein Terrakottareliefbild mit der stilisierten Darstellung der Gebrüder Wilhelm und Alexander von Humboldt, das mit den Initialen F.X.H. signiert ist.

### Nr. 27: Ehemals Humboldttempel
Auf dem Standort Ecke Humboldtgasse / Humboldtplatz befindet sich heute ein 1974 errichtetes Wohnhaus. Eine Gedenktafel erinnert an den hier bis 1938 bestehenden Humboldttempel, der 1895 / 1896 nach Plänen des Architekten Jakob Gartner errichtet wurde. Die Synagoge wurde 1896 provisorisch und 1898 feierlich eingeweiht. Eigentümer war zuletzt der israelitische Bethausverein Chewra Beth Hatfila. 1938 fiel der Tempel der Reichspogromnacht zum Opfer. Nach der zwangsweisen Auflösung des Bethausvereins, 1939, gehörte das Grundstück mit vom NS-Regime bedingter Unterbrechung der Israelitischen Kultusgemeinde, die es 1970 an eine Wohnbaugesellschaft verkaufte.
Charakteristisch die Vierungskuppel des Tempels auf oktogonaler Grundform, umgeben von mehreren Zwiebeltürmen. Darunter befand sich der quadratische Betraum der Männer, der 428 Sitzplätze fasste. Vier Kuppelständer waren, wie die gesamte Synagoge, mit Stuck verkleidet und trugen die Galerien mit einem Fassungsvermögen von 277 Sitzplätzen für die Frauen. Das Haus konnte durch drei Portale betreten werden. Über ein Vestibül erreichte man den Betraum.

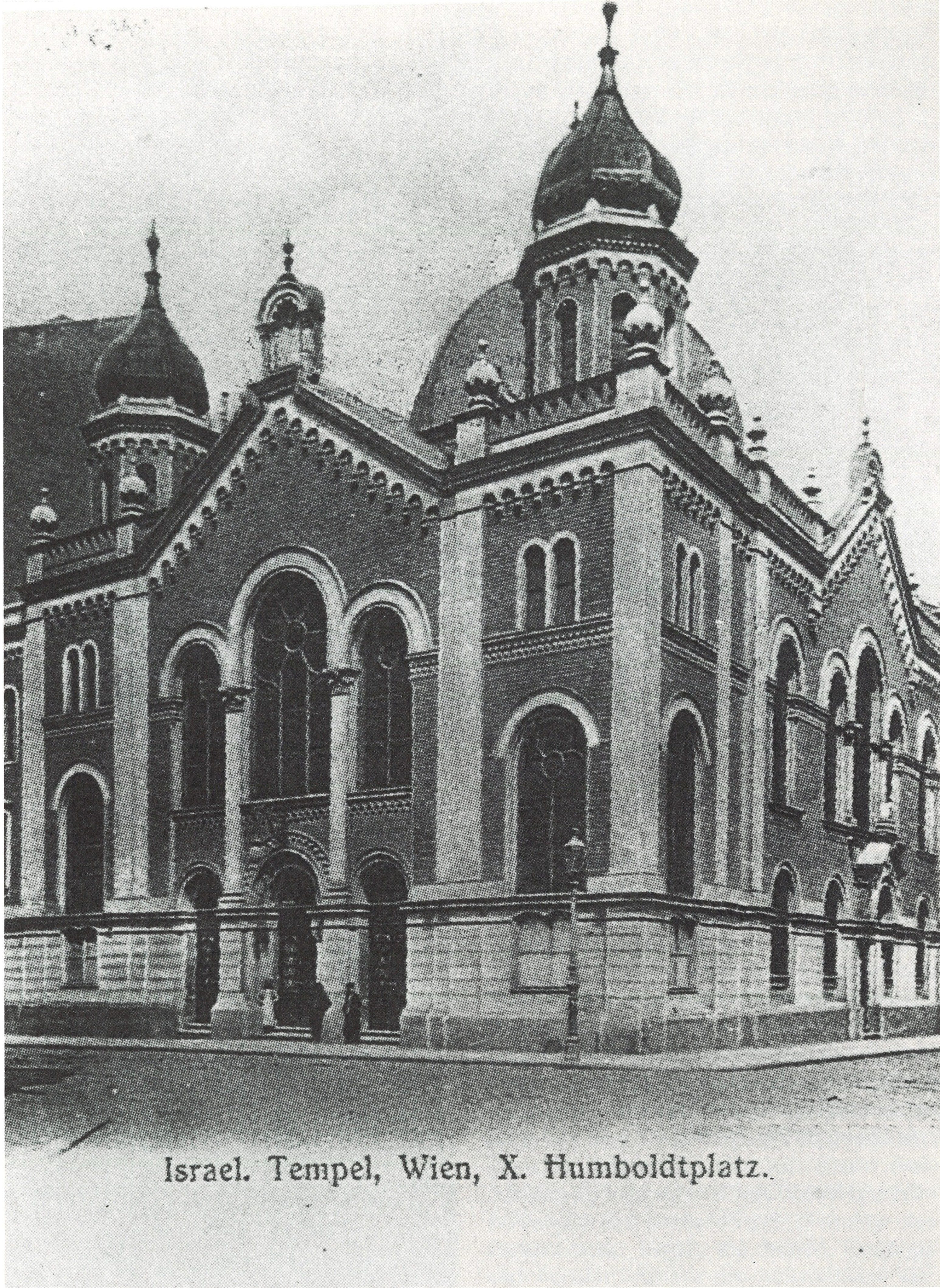
Ehemaliger Humboldttempel um 1900
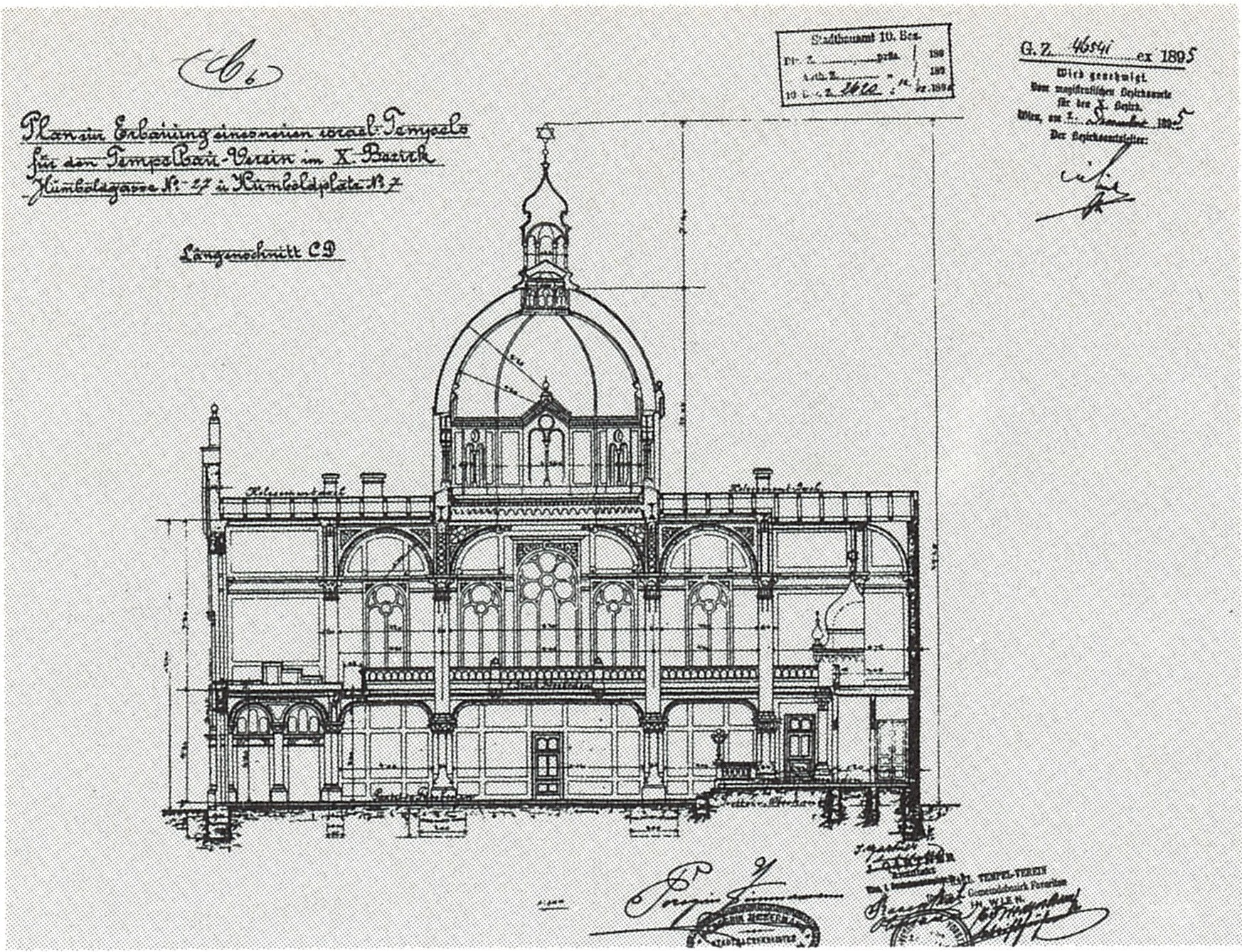
Entwurf des Humboldttempels von Jakob Gartner
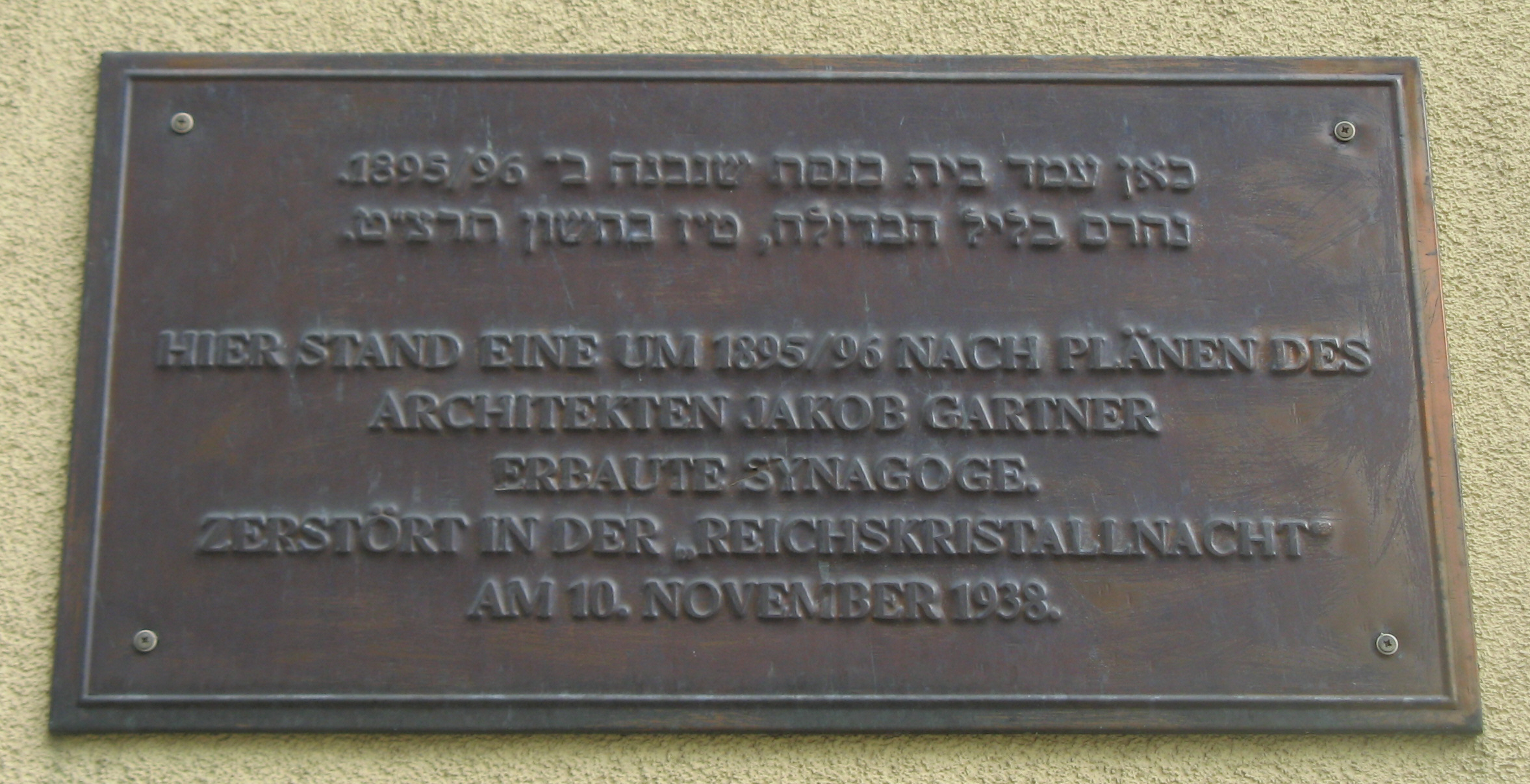
Gedenktafel
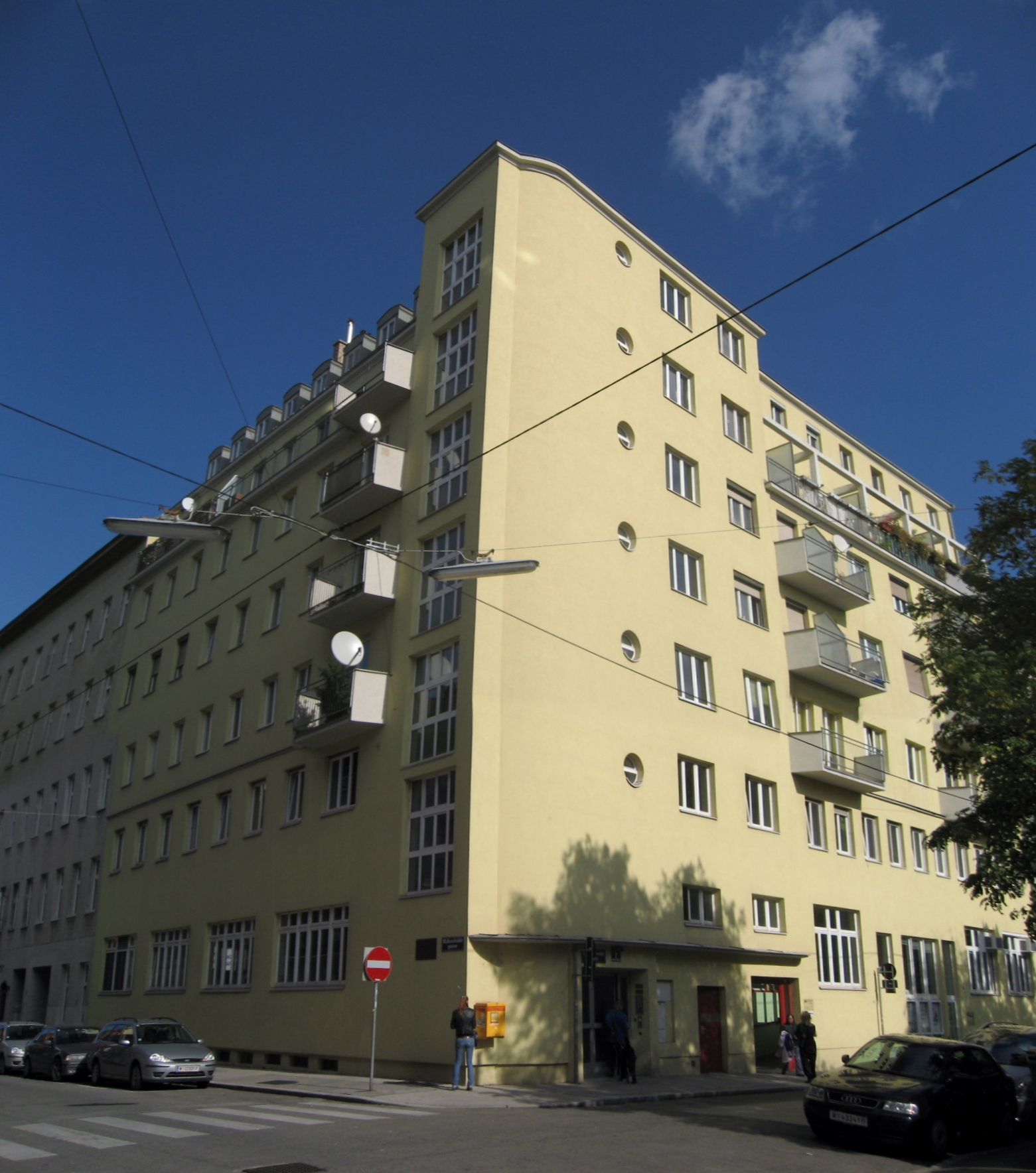
Wohnhaus Humboldtgasse 27 anstelle des Humboldttempels

### Nr. 34: Alexander von Humboldt
An der Hausecke Humboldtgasse / Keplergasse, gegenüber dem ehemaligen Synagogengrundstück, befindet sich in der Höhe des ersten Stockes eine Nische mit einem Standbild von Alexander von Humboldt, dem „Namensgeber“ der Gasse, der einen Globus in Händen hält. Zu seinen Füßen steht ein Stapel mit Büchern. Die Plastik wurde 1958 von Karl Nieschlag geschaffen.
Im Haus befindet sich das Verbindungsheim der Katholischen Studentenverbindung Rhenania (K.St.V.Rhenania) im MKV.